# إيفان بوركوفسكي
كان إيفان بوركوفسكي عالم آثار تشيكوسلوفاكي أوكراني المولد. أمضى حياته المهنية المبكرة جنديًا يقاتل في صفوف الجيش النمساوي المجري ضد الروس في الحرب العالمية الأولى. خدم فيما بعد في حرب الاستقلال الأوكرانية وقاتل مع كل من الجيشين الأبيض والأحمر في الحرب الأهلية الروسية. هرب بوركوفسكي إلى تشيكوسلوفاكيا عام 1920 واستقر هناك بعد فترة في معسكرات الاعتقال. تخرج بدرجة علمية في علم الآثار من جامعة تشارلز في براغ وترأس أعمال التنقيب في قلعة براغ وكذلك في قصر تشيرنين [الإنجليزية].
أدى اكتشاف بوركوفسكي للهيكل العظمي لقلعة براغ [الإنجليزية] إلى صراع مع قوات الاحتلال الألمانية خلال الحرب العالمية الثانية التي كانت حريصة على العثور على دليل على التدخل الألماني المبكر في المنطقة. أُجبر بوركوفسكي تحت التهديد بإرساله إلى معسكر اعتقال على إصدار ورقة بحثية تُقر بالأصل الجرماني للهيكل العظمي وسَحْب كتاب ينشر الفخار السلافي المبكر من المنطقة. بعد الحرب، تعرض للشك من قبل القوات السوفيتية بسبب تفسيره المؤيد لألمانيا، وبعد أن نجا من إرساله إلى معسكرات العمل، أصدر ورقة يتراجع فيها عن تفسيره السابق ويصف الهيكل العظمي بأنه من اصل سلافي. بعد الحرب أجرى المزيد من الحفريات في براغ، وشمل ذلك ليفو هراديك [الإنجليزية]، وشغل منصب رئيس الجمعية الأثرية لأكاديمية العلوم التشيكوسلوفاكية.

## سيرة
ولد إيفان بوركوفسكي في 8 سبتمبر 1897 في تشورتوفيك بالقرب من هورودينكا، والتي كانت آنذاك جزءًا من مملكة غاليسيا ولودوميريا النمساوية المجرية ولكنها تقع في غرب أوكرانيا الحديثة. ولد لعائلة نبيلة أوكرانية فقيرة وكان اسمه إيفان بوركوفسكي-دنين. التحق بوركوفسكي بمدرسة القواعد في ستانيسلافوف بين عامي 1909 و 1913 وبعد ذلك درس ليصبح مدرسًا.
انضم بوركوفسكي إلى الجيش النمساوي المجري في عام 1915 وقاتل ضد روسيا خلال الحرب العالمية الأولى. بين عامي 1918 و 1920 قاتل في حرب الاستقلال الأوكرانية وانخرط أيضًا في الحرب الأهلية الروسية، أولاً جزءً من الجيش الأبيض ثم مع الجيش الأحمر المعارض. كان بوركوفسكي واحدًا من عدد كبير من الأوكرانيين الذين فروا من الحرب ‏ إلى تشيكوسلوفاكيا في عام 1920. أمضى العام التالي محتجزًا في عدد من المعسكرات في هوليشوف [الإنجليزية] وليبيريتس وجوزيفوف [الإنجليزية]
قبل إطلاق سراحه. لم تعترف السلطات التشيكوسلوفاكية بتعليم بوركوفسكي السابق، لذا كان عليه الالتحاق بمدرسة القواعد مرة أخرى في جوزيفوف التي تخرج منها عام 1925.
في عام 1922، حضر بوركوفسكي محاضرات عن عصر ما قبل التاريخ في جامعة تشارلز في براغ، ومن عام 1923 إلى عام 1926 كان مساعدًا علميًا متطوعًا في معهد الآثار الحكومي. التحق لاحقًا بدورة للحصول على درجة في الجامعة وتخرج منها عام 1929. في بداية حياته المهنية تخصص في العصر الحجري المتأخر [الإنجليزية].

## لهيكل العظمي لقلعة براغ

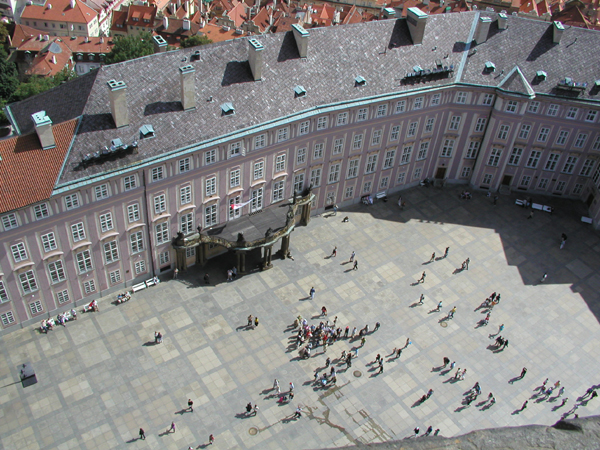
الفناء الثالث لقلعة براغ حيث عُثر على الهيكل العظمي

في عام 1926، عُين بوركوفسكي مساعدًا لكاريل غوث، رئيس قسم الآثار التاريخية بالمتحف الوطني ومسؤولًا عن أعمال التنقيب في المتحف في قلعة براغ (كجزء من لجنة أبحاث قلعة براغ). في عام 1928، اكتشف بوركوفسكي الهيكل العظمي لقلعة براغ، وهو مقبرة تعود إلى القرن التاسع. لم يُنشر الاكتشاف في ذلك الوقت، حيث سيطر غوث على هذا الجانب وغالبًا ما كان متأخرًا في مقالاته؛ ومع ذلك، فإن الهيكل العظمي لعب دورًا رئيسيًا في مهنة بوركوفسكي اللاحقة.

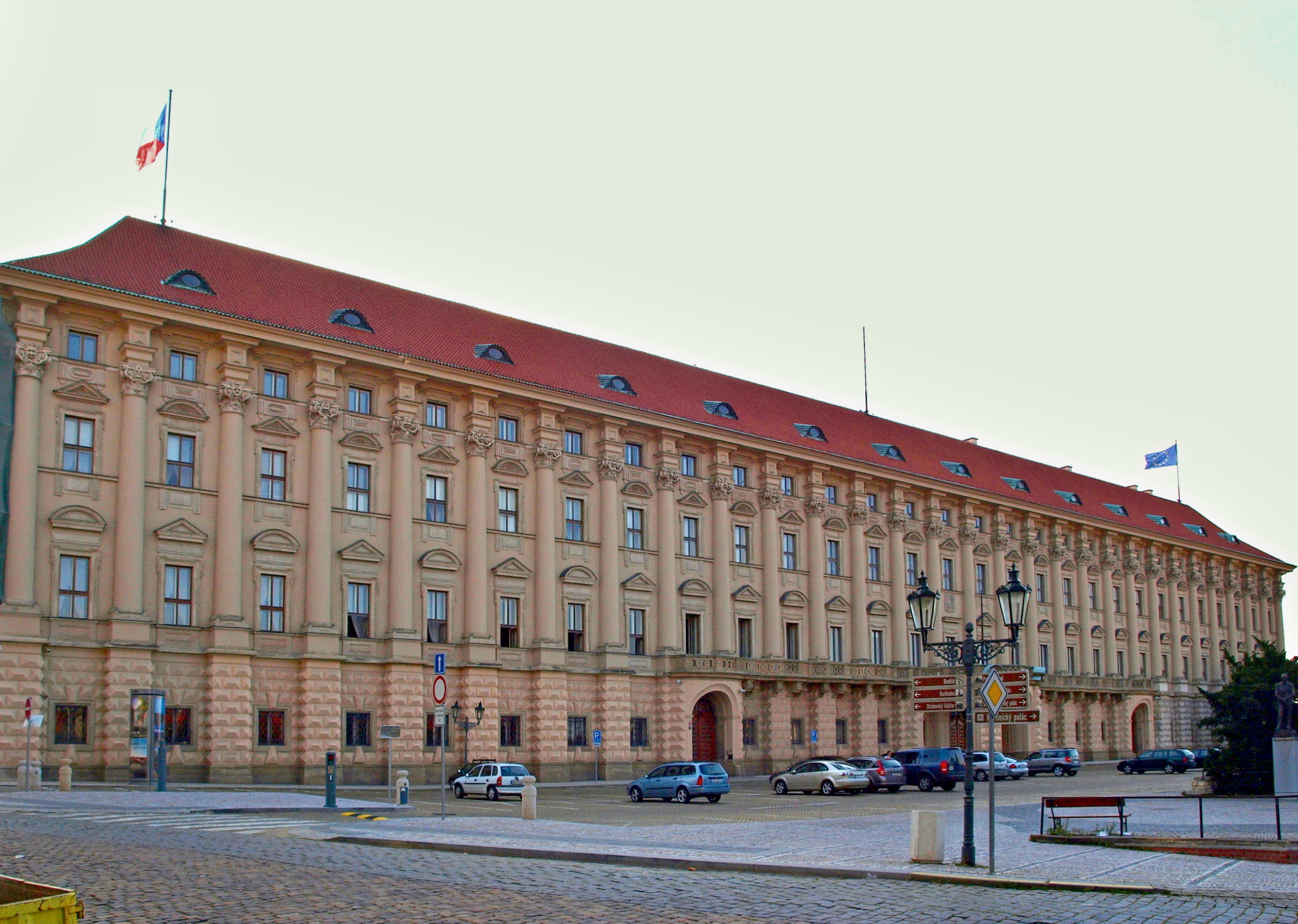
قصر تشيرنين وساحة لوريتو

أجرى بوركوفسكي أعمال التنقيب في مقبرة سلافية مبكرة في ساحة لوريتو أمام قصر تشيرنين في براغ في 1934-1935. كما قاد أعمال التنقيب عن مقبرة من العصور الوسطى في شارع بارتولوميسكا في عام 1936، قبل إنشاء مقر جديد للشرطة. بين عامي 1932 و 1936، أدار أيضًا فهرسة مجموعة الآثار لمتحف جوزيف أنتونين جيرا. هنا اكتشف أول مشغولات خزفية سلافية مبكرة أثبتت وجود هؤلاء الأشخاص في بوهيميا في أوائل القرن السادس الميلادي. نشر بوركوفسكي النتائج التي توصل إليها في كتاب «الخزف السلافي القديم في أوروبا الوسطى» الذي أنتجه على نفقته الخاصة في عام 1940. انتقل بوركوفسكي إلى المعهد الأثري التشيكي في نفس العام.
خلال هذا الوقت لعب بوركوفسكي دورًا نشطًا في مجتمع المنفى الأوكراني في براغ. من عام 1933 حاضر في الجامعة الأوكرانية الحرة [الإنجليزية]أستاذًا مشاركًا. أصبح فيما بعد أستاذًا متفرغًا وشغل منصب رئيس الجامعة من عام 1939 حتى عام 1942.
احتلت ألمانيا النازية تشيكوسلوفاكيا في الفترة التي سبقت الحرب العالمية الثانية وكانت حريصة على الترويج لسرد التدخل الجرماني والشمالي المبكر في المنطقة لإضفاء الشرعية على احتلالها. كانت النتائج التي توصل إليها بوركوفسكي حول الاستيطان السلافي المبكر غير مفيدة للقضية الألمانية وأُجبر على سحب كتابه عام 1940 تحت التهديد بإرساله إلى معسكر اعتقال. تحت الضغط الألماني نشر مقالاً يُحدد الدفن على أنه من أصل شمالي. احتلت القوات السوفيتية تشيكوسلوفاكيا في عام 1945 وأصبح بوركوفسكي موضع شك بسبب صحيفته المؤيدة لألمانيا. وقد اعتقلته «إن كيه في دي»، الشرطة السرية السوفيتية، في مايو / أيار رغم احتجاجه على أنه أُجبر على كتابة الصحيفة. حُمل بوركوفسكي على وسيلة نقل متجهة إلى معسكر سيبيريا ولكن أُنقذ في اللحظة الأخيرة بتدخل ياروسلاف بوم، مدير المعهد الأثري الحكومي. في عام 1946، نشر بوركوفسكي ورقة منقحة حددت الدفن على أنه نبيل سلاف من سلالة برزيميسليد.

## المسار المهني
أصبح بوركوفسكي فيما بعد مديرًا للقسم الجديد للآثار التاريخية في معهد علم الآثار، والذي انضم إلى الأكاديمية التشيكية للعلوم في عام 1952. ساهم بشكل كبير في فهم ظهور قلعة براغ عبر التاريخ، لا سيما خلال العصور الوسطى المبكرة. في عام 1950/51 اكتشف أسس كنيسة السيدة العذراء في أراضي القلعة التي كانت أقدم كنيسة في القلعة، والتي يعود تاريخها إلى النصف الثاني من القرن التاسع. أجرى بوركوفسكي أيضًا أبحاثًا في دير القديسة أغنيس ودير القديسة آنا وكنيسة بيت لحم المهدمة في البلدة القديمة، والتي كانت مهمة لبناء فهم لتطور براغ في العصور الوسطى قاد التحقيق في ليفو هراديك حتى عام 1954 وشارك أيضًا في البحث في دير القديس جيجي.
من عام 1954 وظف معهد علم الآثار بوركوفسكي لمواصلة التحقيقات في قلعة براغ. في نفس العام حصل على جائزة العلوم من مدينة براغ وحصل على درجة الدكتوراه في العلوم. بقي في المعهد لبقية حياته. شغل بوركوفسكي منصب رئيس الجمعية الأثرية لأكاديمية العلوم التشيكوسلوفاكية من عام 1968 حتى عام 1975، وقد وُصف بأنه مؤسس علم الآثار التشيكي الحديث في العصور الوسطى. توفي في براغ في 17 مارس 1976